# Герб Замглая
Герб Замглая затверджений рішенням сесії селищної ради.

## Опис герба
У зеленому щиті срібний лелека з чорними очима і кінчиками крил, з червоним дзьобом і лапами, що стоїть на одній нозі, супроводжуваний з боків двома срібними трикутниками, обтяженими трьома чорними цеглинами кожен, складеними в піраміду. У блакитній ялиноподібній главі золоте сонце без зображення обличчя, з такими ж променями, прямими і полум'яподібними поперемінно. У вузькій лазуровій хвилястій базі, завершеній сріблом, срібна риба з червоними очима. Щит вписаний в золотий декоративний картуш і увінчаний срібною міською короною. Під щитом синьо-зелена девізна стрічка з жовтим написом "ЗАМГЛАЙ".